# 小畑元
小畑 元（おばた はじめ、1948年（昭和23年）7月25日 - ）は、日本の政治家、官僚。元大館市長（6期）。叔父は秋田県知事を6期（1955年～1979年）務めた小畑勇二郎。

## 略歴
- 昭和23年 7月25日 秋田市生まれ
- 昭和42年 3月 秋田県立秋田高等学校卒業
- 昭和47年 3月 東京大学文学部卒業
- 昭和49年 3月 東京大学工学部卒業
- 昭和49年 4月 建設省入省
- 昭和51年 9月 建設省住宅局住宅建設課係長
- 昭和54年-56年 インドネシアへ派遣
- 昭和56年 6月 建設省計画局宅地開発課長補佐
- 昭和60年 4月 建設省建設経済局国際課海外協力官
- 昭和60年11月 建設省退職
- 昭和61年11月 青森大学教授
- 平成2年 2月 第39回衆議院議員総選挙に秋田1区から無所属で出馬し落選
- 平成3年 4月 当時大館市長だった畠山健治郎の勇退に伴い大館市長選に出馬し川田繁幸と接戦の結果大館市長に初当選
- 平成3年 5月 大館市長に就任[2]
- 平成7年 4月 大館市長に再選（無投票当選）
- 平成11年 4月 大館市長に三選（無投票当選）
- 平成15年 4月 島内重昭と選挙戦を繰り広げ大館市長に四選
- 平成19年 4月 大館市長に五選（無投票当選）
- 平成23年 4月 福原淳嗣、近江屋信広との選挙戦の結果大館市長に六選
- 平成27年 4月　新人の福原淳嗣との接戦の結果敗れる。[3]
- 令和2年 4月 旭日中綬章受章[4]

## 趣味など
スピーカー作りが趣味であり自宅に工房を持っている。大館市立中央公民館や大町商店街振興組合に自作の手作りスピーカーを寄贈している。
そして健康に気を使い夜遅い時間帯や土日の休日の朝早い時間帯には、大館市内をウォーキングをしている。
他にストレス解消に皿洗いもする。
過去に国政選挙に出馬した際、リーフレットの趣味の欄に皿洗いと書き亡き母に怒られたというエピソードもある。
また、市長時代は出勤前に「大館のために」と3回唱えてから出勤していた。